# Eutima mira
Eutima mira is een hydroïdpoliep uit de familie Eirenidae. De poliep komt uit het geslacht Eutima. Eutima mira werd in 1859 voor het eerst wetenschappelijk beschreven door McCrady. 